# André Del Debbio
 (juillet 2015).
Si vous disposez d'ouvrages ou d'articles de référence ou si vous connaissez des sites web de qualité traitant du thème abordé ici, merci de compléter l'article en donnant les références utiles à sa vérifiabilité et en les liant à la section « Notes et références ».
André Almo Del Debbio, né à Carrare en Italie le 5 avril 1908 et mort le 2 avril 2010, est un sculpteur français.

## Biographie
Son père Emmanuel Del Debbio (1886-1937), lui aussi sculpteur, et son oncle viennent de Carrare en janvier 1909, pour travailler à Paris. Ils ont un atelier au 47 rue Blomet et un autre au 182 rue de Vaugirard pour l’exécution des sculptures monumentales.
André Del Debbio s'initie à la sculpture dans les ateliers familiaux dès l'âge de quatorze ans, avant de suivre des cours de modelage aux cours du soir de la Ville de Paris, boulevard du Montparnasse. Au début des années trente, il commence à exposer au Salon d'automne, au Salon des artistes français et au Salon des Tuileries.
De 1939 à 1943, il est massier (chef d'atelier) à l'Académie de la Grande Chaumière, avec les professeurs Charles Despiau et Robert Wlérick. En 1942, il expose pour la première fois au Salon des indépendants, dont il devient le vice-président de 1977 à 2002. Des rétrospectives de ses œuvres ont lieu au Salon des Indépendants en 1998 et 2008. 
De 1946 à 1974, à Paris, il assure la codirection de l’Académie Julian, dans les ateliers du 5 rue de Berri, puis boulevard Saint-Jacques jusqu'en 2008.
En 1951, il est le créateur avec Noël Quasquara, de la galerie La Cimaise de Paris, au no 72 boulevard Raspail, où François-Xavier Lalanne, alors peintre, fera ses premières expositions.
En 1954, il crée un cours de sculpture sur pierre impasse Ronsin, dans le 15e arrondissement de Paris, où il loue un atelier dans la même allée que celui de Constantin Brâncuși. En août 1971, il est le dernier artiste à quitter cette impasse, exproprié par les travaux d'agrandissements de l'hôpital Necker.
En 1981, il crée un buste du pape Jean-Paul II, et en 1982 un buste de François Mitterrand.
Plusieurs de ses sculptures sont acquises par la ville de Paris et par l’État, parmi lesquelles la jeune fille mongole, acquise par André Malraux en 1964, alors ministre de la Culture.
En 1999, il fait ses débuts au cinéma en jouant dans le court-métrage d’Éric Rohmer La Cambrure, qui porte le nom d'une de ses sculptures. 
En novembre 2009, à l'occasion d'une exposition en son honneur, il est promu au grade d'officier dans l’ordre des Arts et des Lettres. 

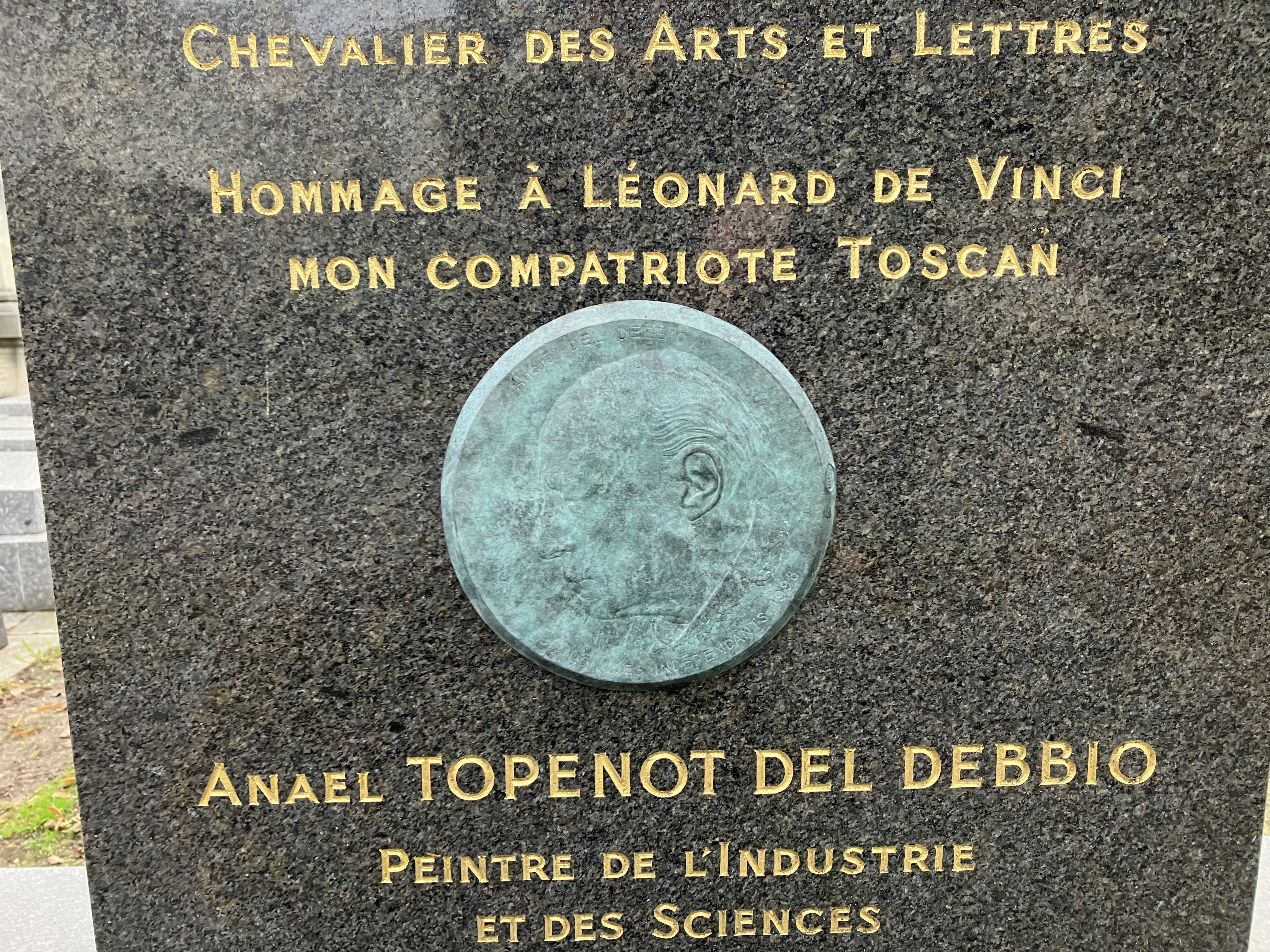
Détail de la tombe.

Il décède le 2 avril 2010 à la maison de retraite des artistes de Nogent-sur-Marne. Il est inhumé à Paris au cimetière du Montparnasse. Sa tombe est ornée d'un buste en bronze inspiré de La Joconde, qu'il a sculpté entre 1987 et 1989. Son épouse, Anael Topenot, repose à ses côtés depuis 2018.
En 2020, son atelier de l'impasse Ronsin est reconstitué à l'occasion de l'exposition Impasse Ronsin; Meurtre, amour et art au cœur de Paris au musée Tinguely de Bâle.
En 2022, l'exposition Un phare pour l'art au musée Eugène Boudin de Honfleur retrace l'histoire du phare de Honfleur qu'il a trouvé en 1949 et qu'il a fait acheter par l'Académie Julian en 1950, avant de l'occuper à titre privé à partir de 1978, puis de le revendre à la ville en 2005.
Il est l’époux de l'artiste et professeur de dessin et de peinture Sézannaise Anael Topenot Del Debbio, avec laquelle il a eu un fils, Christophe-Emmanuel Del Debbio, réalisateur.

## Expositions
- 1931, 1933 : Salon des Artistes Français
- 1932, 1935, 1939 : Salon des Tuileries
- 1932, 1941, 1942, 1947, 1956, 1978 : Salon d'Automne
- 1938, 1939 : Galerie l'Équipe, boulevard du Montparnasse, Paris
- 1942 - 2009 : Salon des Indépendants
- 1955 - 1972, 1974, 1976, 1978, 1980 : Salon d'Asnières
- 1956 : Exposition des peintres et sculpteurs du XVe arrondissement, Mairie du 15e, Paris
- 1958 - 1961, 1963, 1965, 1968 : Salon Comparaisons
- 1958, 1963 : Terres latines, Paris
- 1959 : Galerie Bianchini, New York
- 1959, 1986 : Salon de Taverny
- 1960 : Exposition des peintres et sculpteurs du XVe arrondissement, Mairie du 15e, Paris
- 1960 : Foyer des Artistes Marc Vaux, Paris
- 1961, 1963 : Salon de Mantes-la-Jolie
- 1961, 1963 : Cercle Volney, Paris
- 1962 : Musée de Meudon
- 1962 : Exposition internationale du petit bronze, Musée d'Art moderne de la ville de Paris
- 1963, 1964, 1969, 1970, 1974, 1976, 1979, 1984, 1987, 1989, 1991, 1995, 1998, 2002, 2003, 2005 : Salon du cercle des Arts plastiques, La Garenne-Colombes
- 1963, 1965 : Galerie Henquez, Paris
- 1965 : Musée de Riom
- 1969, 1970 : Galerie de l'Ouest, Paris
- 1970, 1972, 1973 : Salon de Levallois-Perret
- 1970 : Exposition Pierre Boudet et André Del Debbio, Versailles
- 1971, 1972, 1975, 1977, 1978 : Salon de Courbevoie
- 1971: Salon Sud 92, Issy-les-Moulineaux
- 1972 : caves de la Tour Eiffel, Paris
- 1972 : Formes humaines, Musée Rodin, Paris
- 1972, 1976, 1978, 1984 : Salon des artistes du 14e, Paris
- 1973 : Galerie Max Evzeline, Paris
- 1973 - 1976 : Salon de Franconville
- 1974 : Galerie Blaise Saint-Maurice, Paris
- 1974, 1975, 1977, 1978, 1983, 1988, 1995 : Salon des Beaux-Arts de Saint-Cloud
- 1975 - 1978 : Salon des Amis des Arts, Colombes
- 1977, 1978 : Galerie Aresta
- 1977 : Contraste 77, FIAP, Paris
- 1977 : L'Art dans la ville, Melun
- 1978 : Galerie Vendôme, Paris
- 1980, 1982, 1984, 1986 : Salon du dessin et de la peinture à l'eau, Paris
- 1980 : Galerie Cimaise de Paris
- 1980 : Mairie du 13e, Paris
- 1985 : Salon Art Vivant, Chalons sur Marne
- 1985 : Comité d'entreprise du Parti socialiste, Paris
- 1987 : Les Artistes Peintres Biévrois, Bièvres
- 1989, 1990, 1994 : Salon de Barbizon
- 1989 : Salon de la danse, Mairie du 12e, Paris
- 2001 : Espace Carpeaux, Courbevoie
- 2012 : Salon du Dix au Quinze, Église de la Madeleine, Paris
- 2020 : Impasse Ronsin; Meurtre, Amour et Art au cœur de Paris, Musée Tinguely, Bâle
- 2022 : Un phare pour l'Art: l'Académie Julian à Honfleur 1949-1957, Musée Eugène Boudin, Honfleur

## Distinctions
- 1959 : 1er Prix de sculpture du salon de Taverny.
- 1969 : 2e Prix de sculpture du salon d’Asnières
- 1973 : 1er Prix de sculpture du salon de Levallois-Perret
- 1973 : 1er Prix de sculpture du salon de Franconville
- 1975 : 1er Prix de sculpture du salon de Colombes
- 1979 : 1er Prix de sculpture du salon de Courbevoie
- 1990 : 1er Prix de sculpture du salon de Barbizon

## Élèves
- Annick Aublet[5]
- Tanya Ashken
- Georges Ayvayan[6]
- Jacques Barbe
- Vincent Batbedat
- Édouard Berreur
- Nicole Brulfert
- Maxime Buhler[7]
- Charete del Castillo
- Guillaume de la Chapelle[8]
- Fernande Cherrier
- Jean-François Comte
- Gilles Corpel-Stuart
- Hélène Delaage[9]
- Vincent Dunglas
- Patrick Faigenbaum
- André Gambourg
- David Gould
- Anne-Marie Haas
- Tore Heby
- Marion Kenyon Jones[10]
- Wanda Ladniewska
- André Lepan
- Patrice Mesnier[11]
- Alicia Moï
- Alexandrine Naggiar
- Cécilia Otero
- Claude Quentelo
- Mélanie Quentin
- Michèle Radix[12]
- Laurence Reverdin[13]
- Georges Schneider
- Lucien Terriou
- Mariette Teisserenc
- Monique Uderzo-Ott[14]

## Filmographie
- 2009 : La Cambrure d'Edwige Shaki et Éric Rohmer : le sculpteur